# Fosse no 4 - 4 bis des mines de Marles
La fosse no 4 - 4 bis dite Saint-Émile ou Bois de Rimbert de la Compagnie des mines de Marles est un ancien charbonnage du bassin minier du Nord-Pas-de-Calais, situé à Auchel. La fosse no 4 a été construite en 1867 avec 300 000 francs, le surplus des résultats de la production de l'année 1866, qui a vu l'effondrement du puits de la fosse no 2 et la mise en service de la fosse no 3. Cette ouverture permet à la compagnie d'augmenter substantiellement sa production d'année en année. Le puits no 4 bis est ajouté en 1889. La Compagnie de Marles rachète celle de Ferfay en 1925. La fosse no 1 de cette dernière devient le puits d'aérage no 4 ter des mines de Marles.
La Compagnie des mines de Marles est nationalisée en 1946, et intègre le Groupe d'Auchel. Le gisement étant très épuisé, la fosse ferme en 1950 en faisant grand bruit. Le puits no 4 est remblayé en 1951, le puits no 4 bis l'année suivante.
Au début du XXIe siècle, Charbonnages de France matérialise les têtes des puits nos 4 et 4 bis. Les cités ont été rénovées. Les terrils nos 20 et 24 ont été exploités. La cité de corons de Rimbert et son école ont été classées le 30 juin 2012 au patrimoine mondial de l'Unesco.

## La fosse
Le découragement qu'a causé la catastrophe de 1866, fait bientôt place à la confiance que justifient les magnifiques résultats de ce même exercice. Il a été distribué aux actionnaires l'intérêt de 5 % des fonds dépensés, et le surplus, formant une somme de près de 300 000 francs, a été consacré à l'ouverture d'un quatrième puits qui a été commencé en juin 1867.

### Fonçage
Ce puits, dit Saint-Émile ou du Bois de Rimbert ou no 4, a été établi à 250 mètres de l'angle et de la concession de Ferfay, c'est-à-dire sur le gisement connu à la fosse no 1 de cette compagnie, et à 1 700 mètres du puits no 3. Son creusement ne présente pas de difficultés sérieuses et marche vite.

### Exploitation

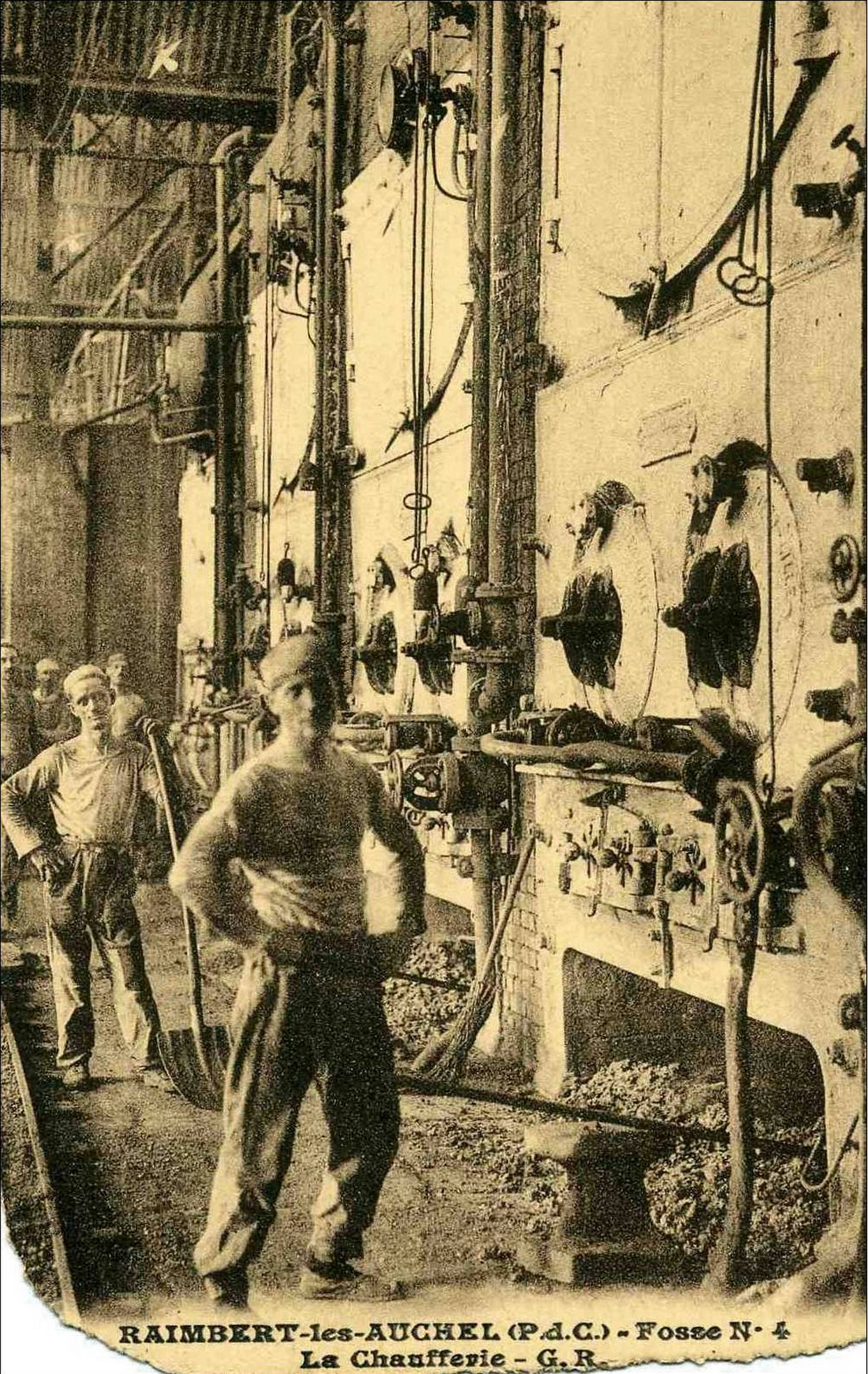
La chaufferie.

Il entre en production en 1870. Les terrains y sont assez accidentés du moins autour du puits. En 1875, on reconnait que les couches rencontrées à ce puits font partie du même faisceau de veines exploitées par le puits Saint-Firmin. Son extraction augmente et atteint 119 264 tonnes en 1876. La fosse produit 136 000 tonnes en 1870, avec la fosse no 3.
Le puits no 4 bis est ajouté en 1889, à 15 mètres au nord-nord-ouest du puits no 4. Il est productif deux ans plus tard.
La Compagnie de Marles rachète celle de Ferfay en 1925. Sa fosse no 1 devient le puits d'aérage no 4 ter des mines de Marles, situé à 546 mètres à l'ouest-sud-ouest du puits no 4. La fosse no 1 a cessé d'extraire en 1894, la Compagnie de Marles l'utilise comme puits de retour d'air.
La Compagnie des mines de Marles est nationalisée en 1946, et intègre le Groupe d'Auchel. Le gisement ayant été très exploité, il est alors quasiment épuisé. La fosse ferme en 1950 et fait grand bruit, puisque cette fermeture est annonciatrice de la fermeture des puits à partir de l'ouest. Le puits no 4, profond de 645 mètres, est remblayé en 1951, le puits no 4 bis, profond de 538 mètres l'est en 1952.

### Reconversion
Au début du XXIe siècle, Charbonnages de France matérialise les têtes des puits nos 4 et 4 bis. Le BRGM y effectue des inspections chaque année. Le seul vestige de la fosse est la base d'un château d'eau.

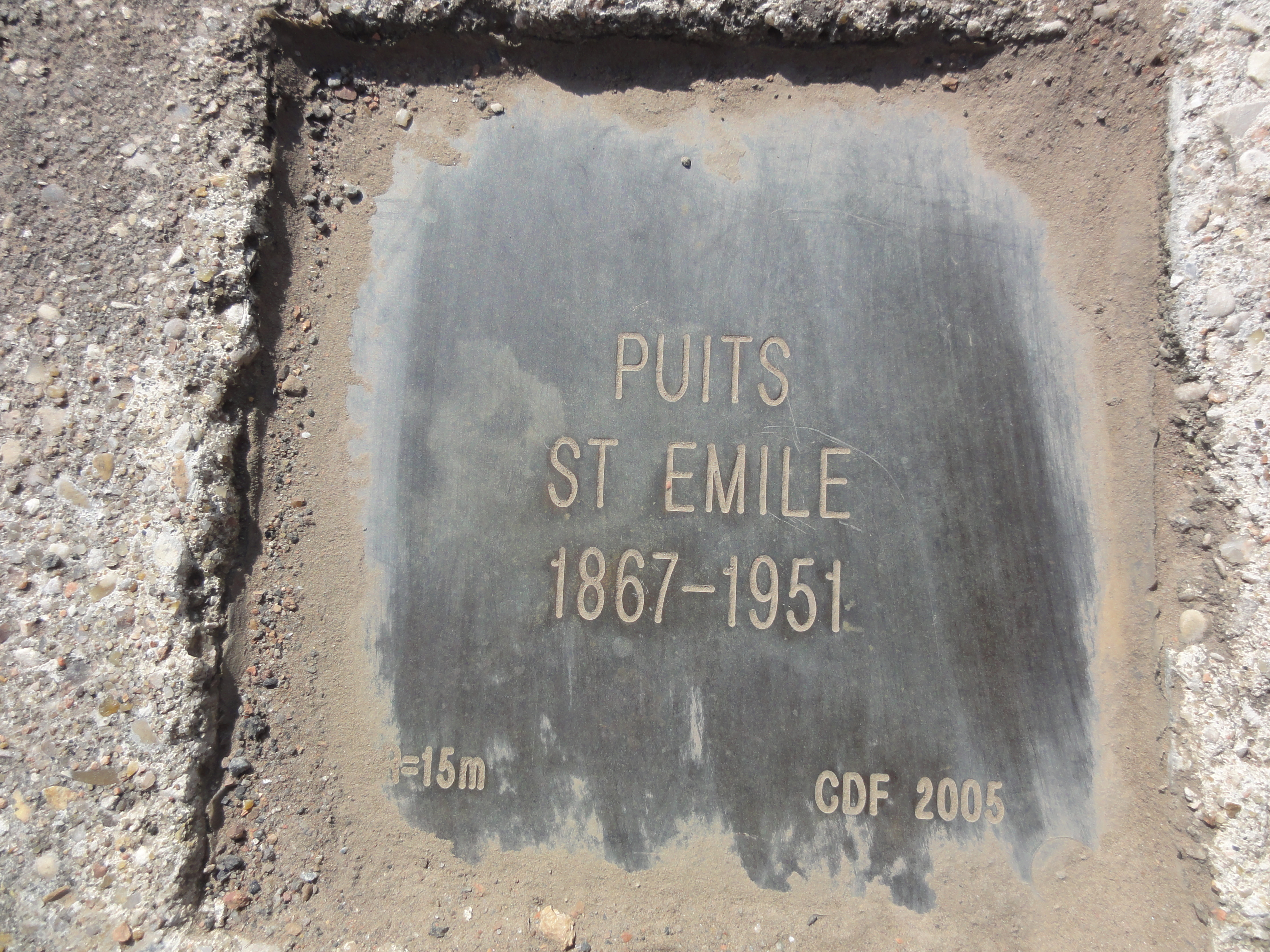
Puits Saint-Émile, 1867-1951.
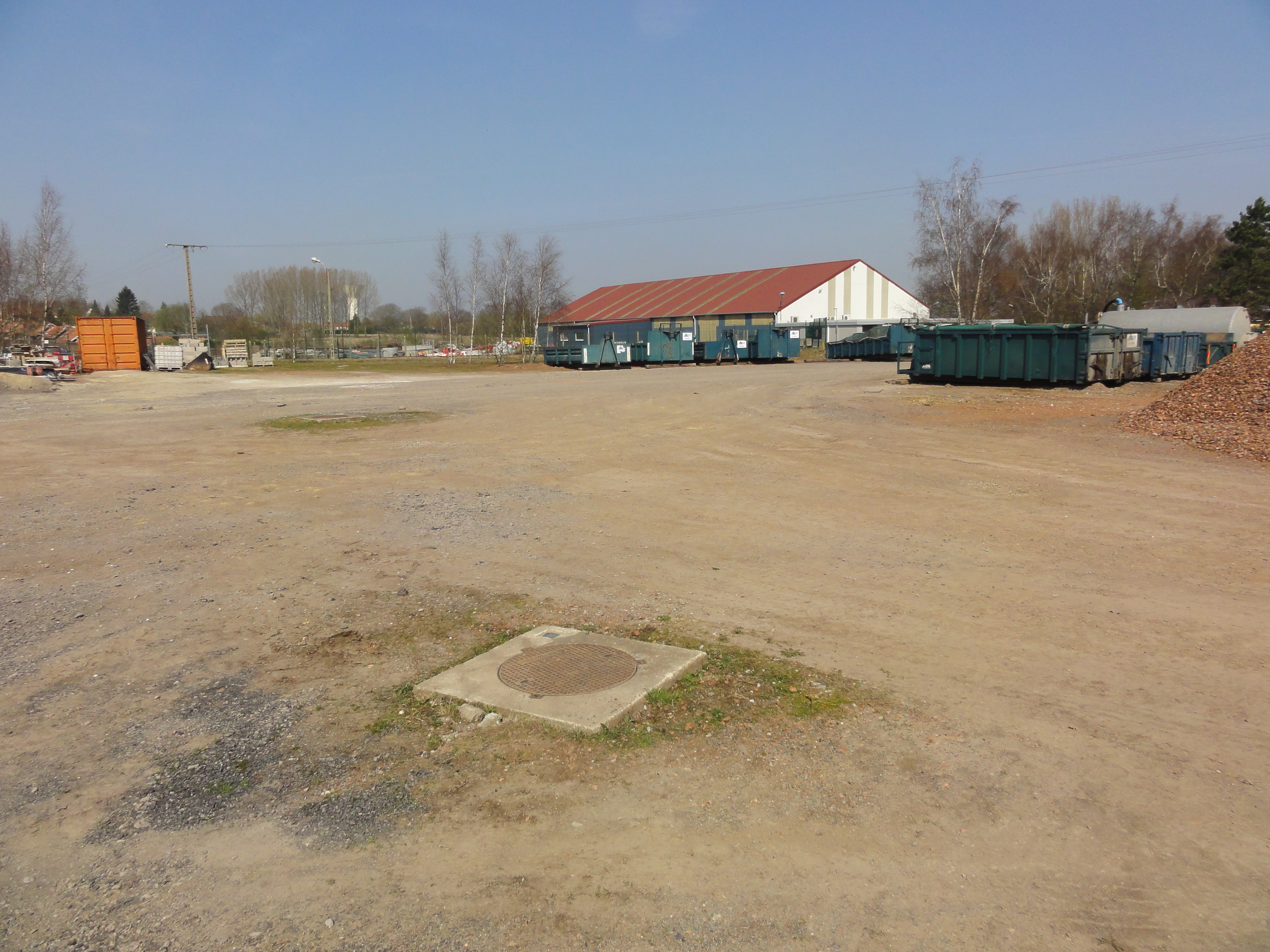
Le puits no 4, et, en arrière-plan, le puits no 4 bis.
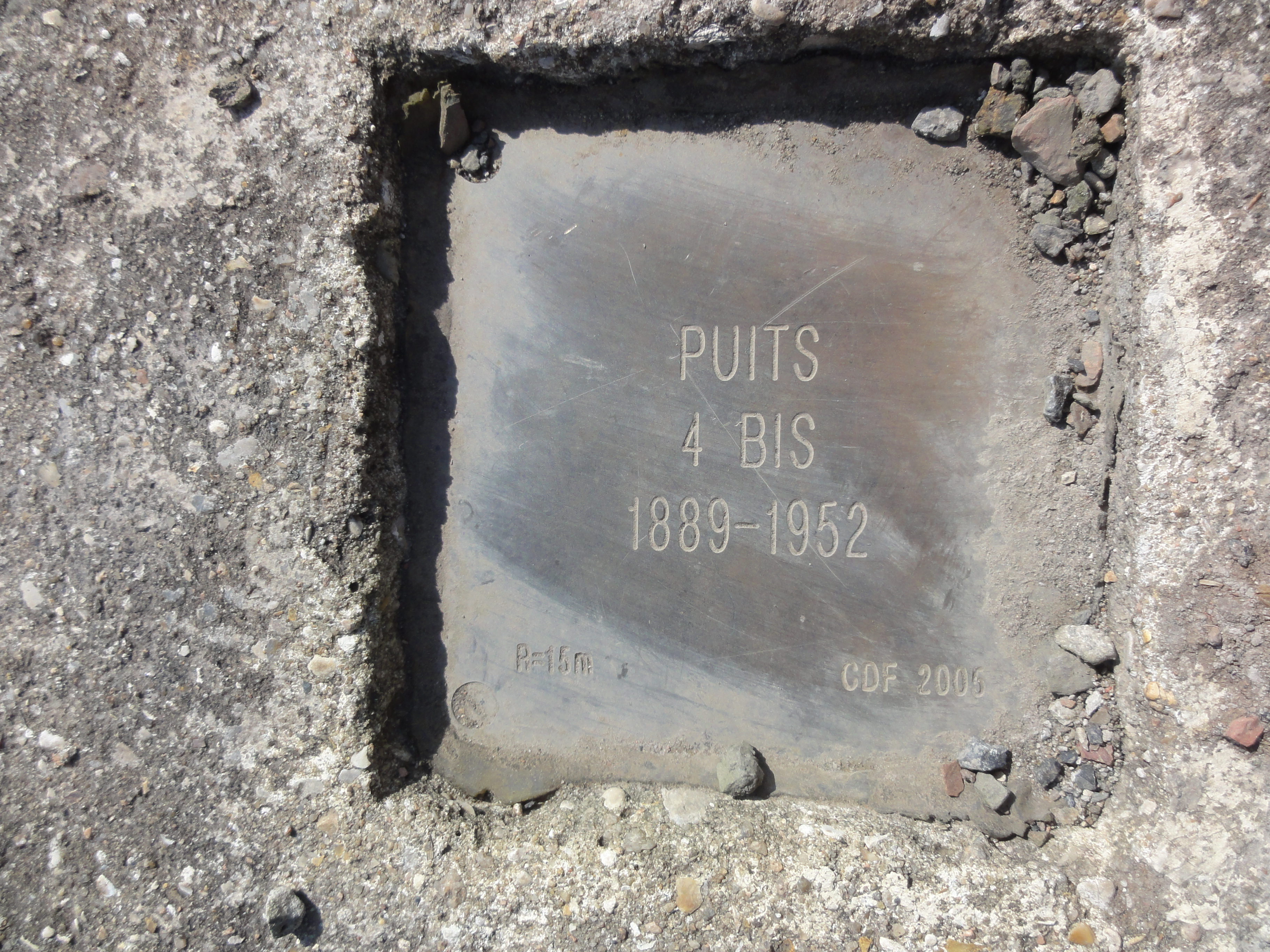
Puits no 4 bis, 1889-1952.
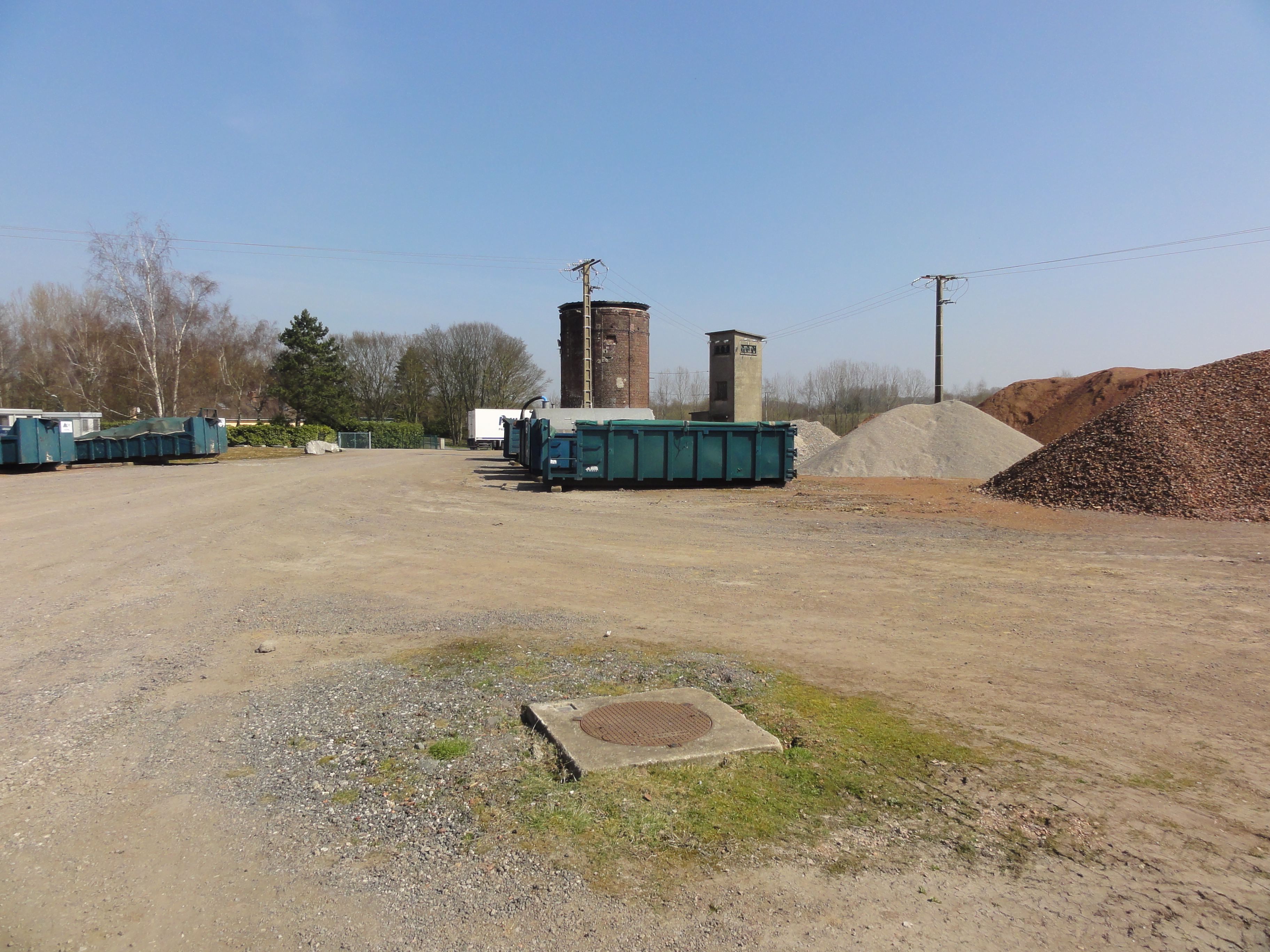
Le puits no 4 bis dans son environnement.
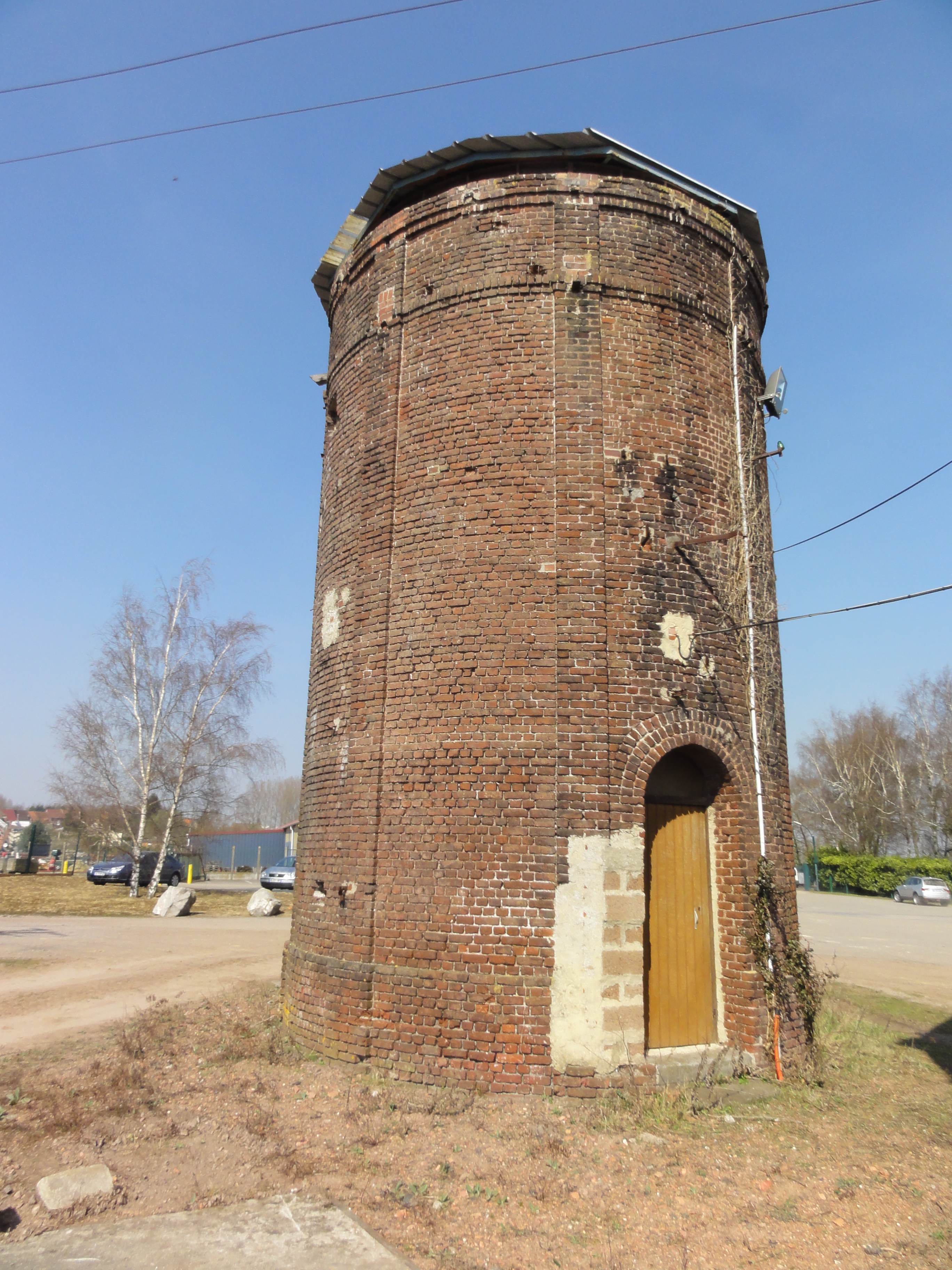
La base du château d'eau.
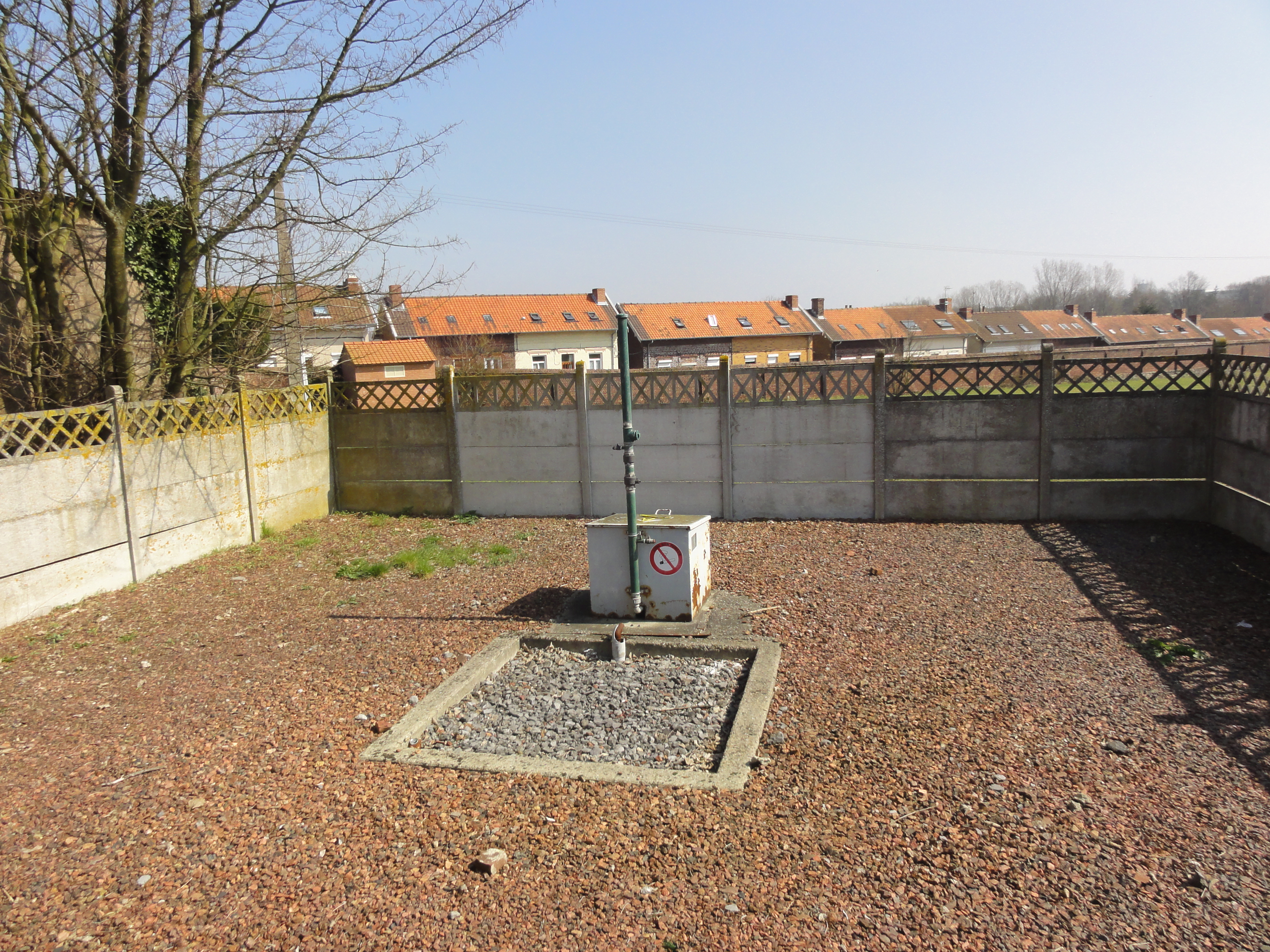
Le sondage de décompression.

## Les terrils
Deux terrils résultent de l'exploitation de la fosse no 4 - 4 bis.

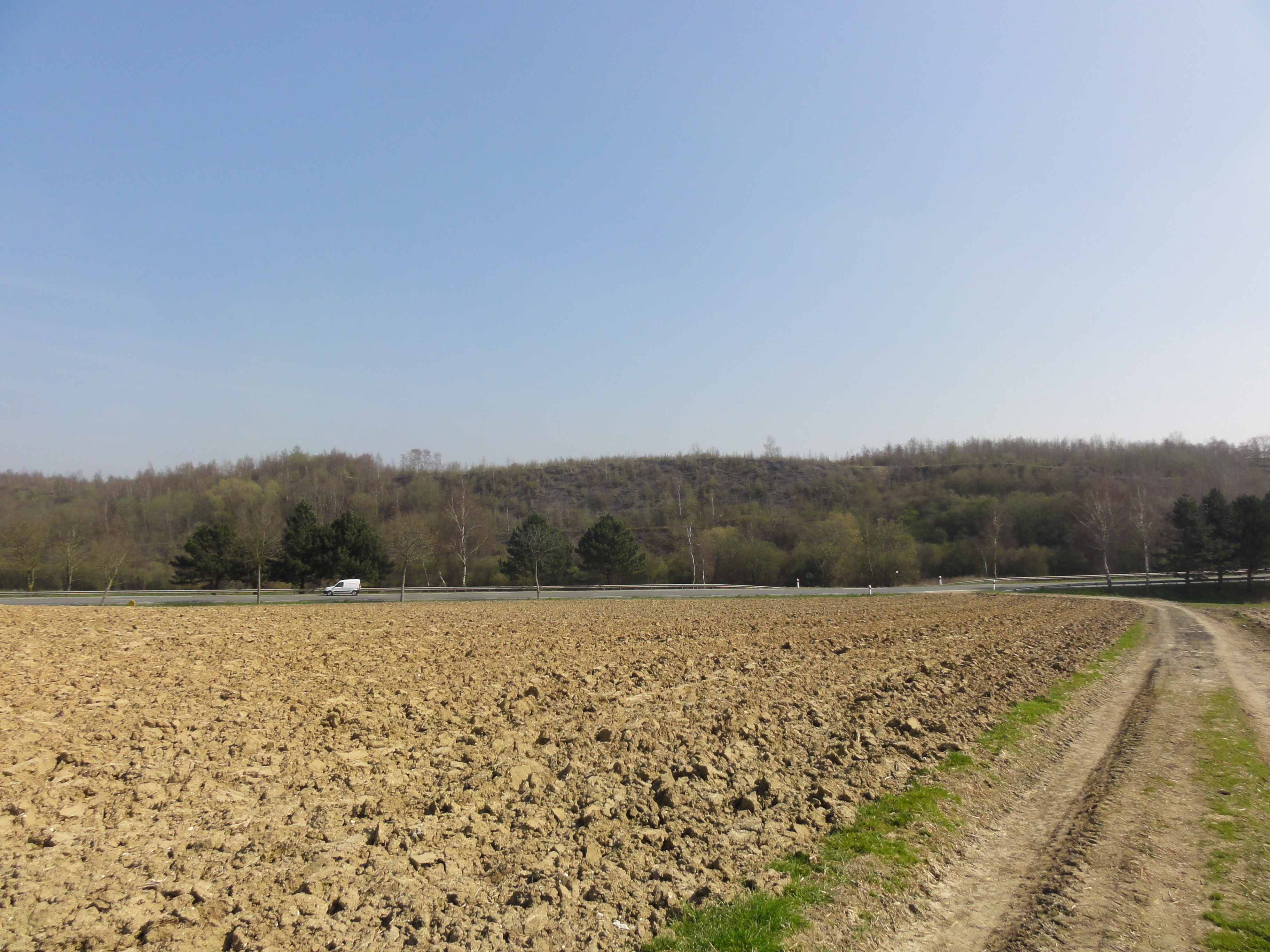
Le terril Rimbert vu depuis les champs.

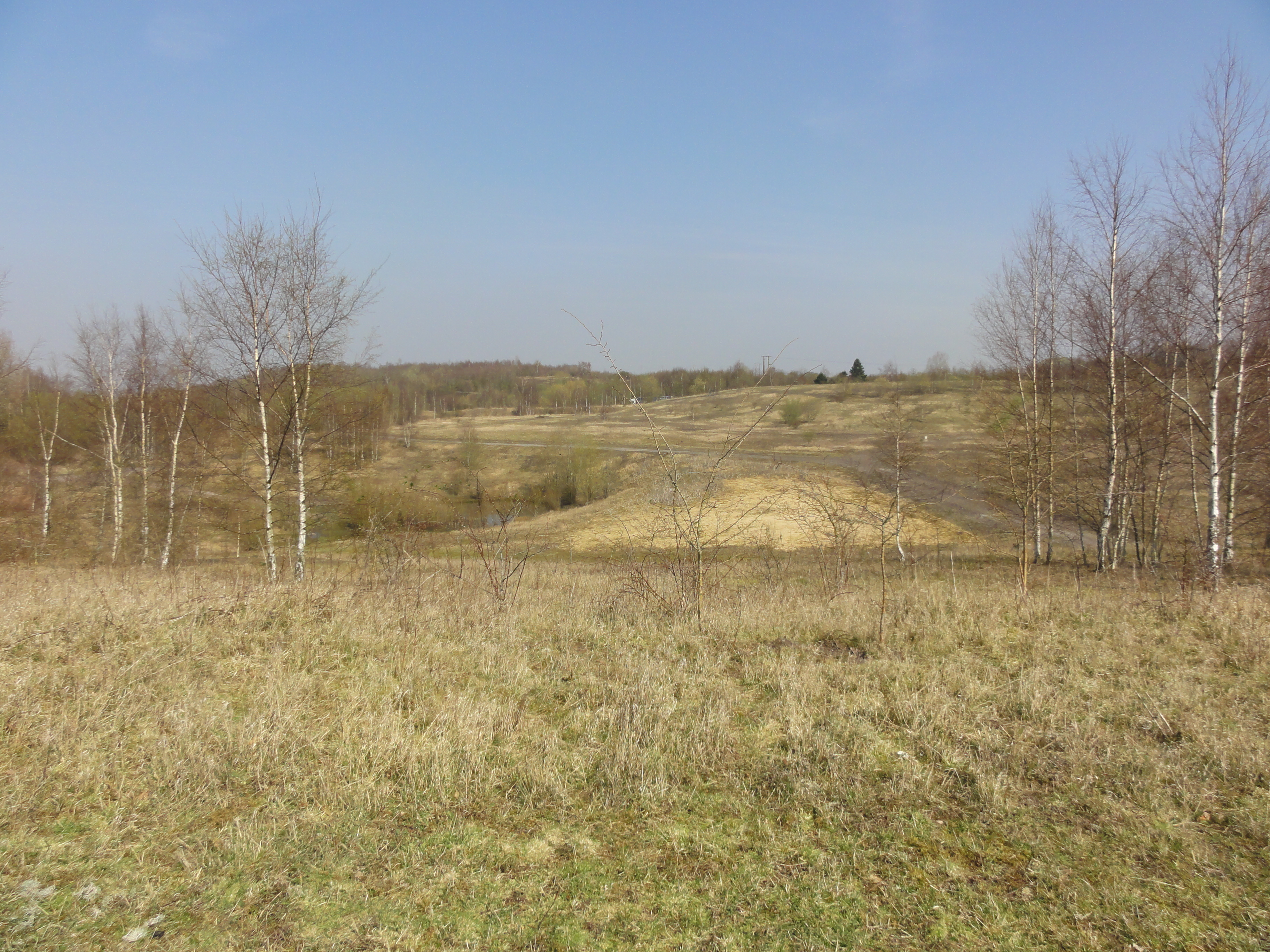
Le terril 4 d'Auchel vu depuis ses contours.

### Terrilno20, Rimbert
50° 31′ 30″ N, 2° 27′ 58″ E
Le terril no 20, situé à Burbure et Auchel, est le terril plat de la fosse no 4 - 4 bis des mines de Marles, localisée à Auchel. Le terril, partiellement exploité, s'étend du nord au sud sur un kilomètre, et est haut de 23 mètres à l'origine. La fosse possédait aussi le terril no 24, situé plus au sud.

### Terrilno24, 4 d'Auchel
50° 31′ 09″ N, 2° 27′ 48″ E
Le terril no 24, situé à Auchel et Burbure, alimenté par la fosse no 4 - 4 bis des mines de Marles, était un terril conique haut de 66 mètres. Il a été exploité, et il n'en reste plus que l'assise. Il est situé à l'est du carreau de fosse. L'autre terril de la fosse est le no 20.

## Les cités
Des cités ont été construites à proximité de la fosse no 4 - 4 bis, à Auchel et à Burbure. La cité de corons de Rimbert et son école font partie des 353 éléments répartis sur 109 sites qui ont été classés le 30 juin 2012 au patrimoine mondial de l'Unesco. Elles constituent le site no 105.

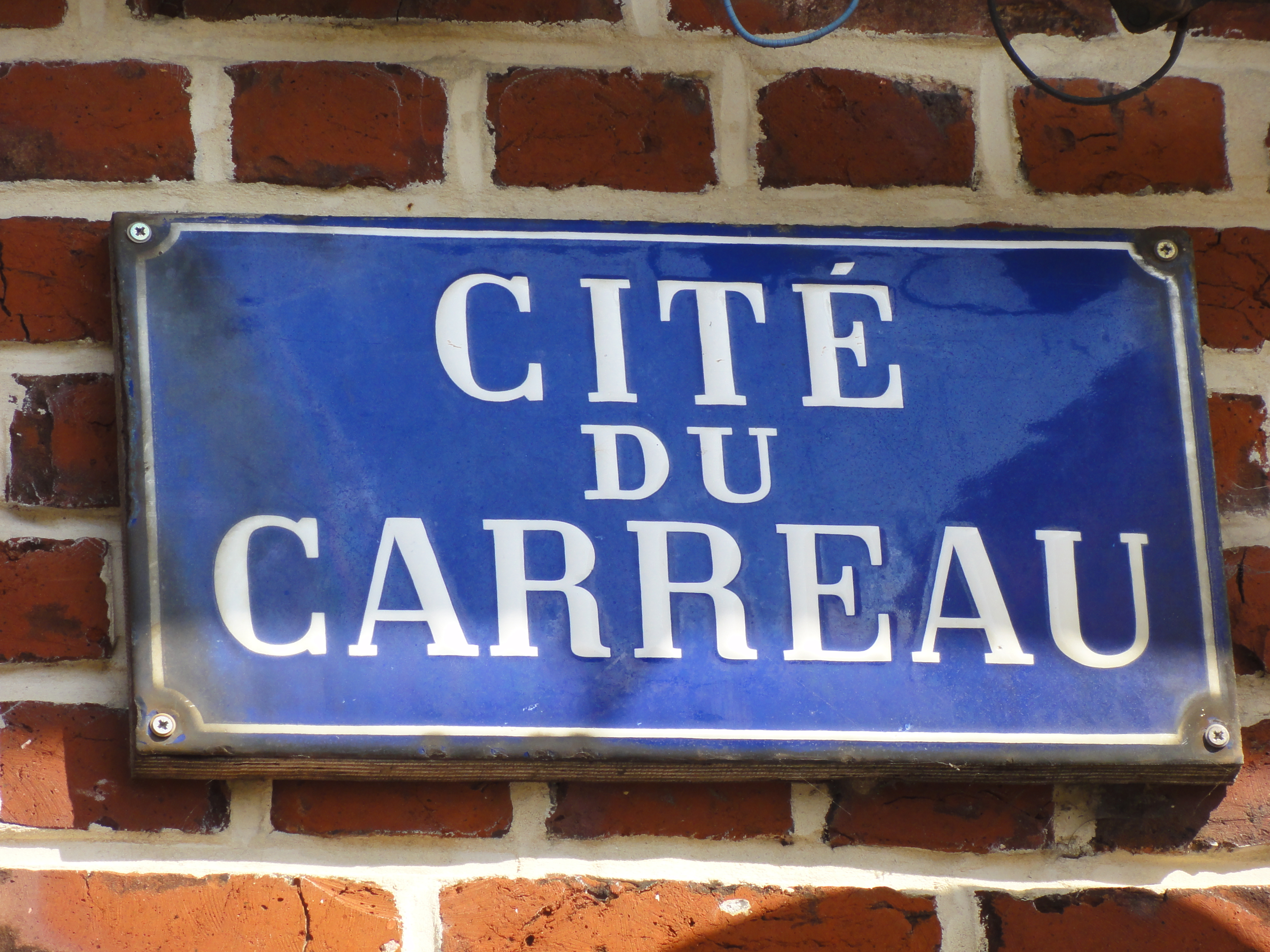
Panneau de rue indiquant la cité du Carreau.
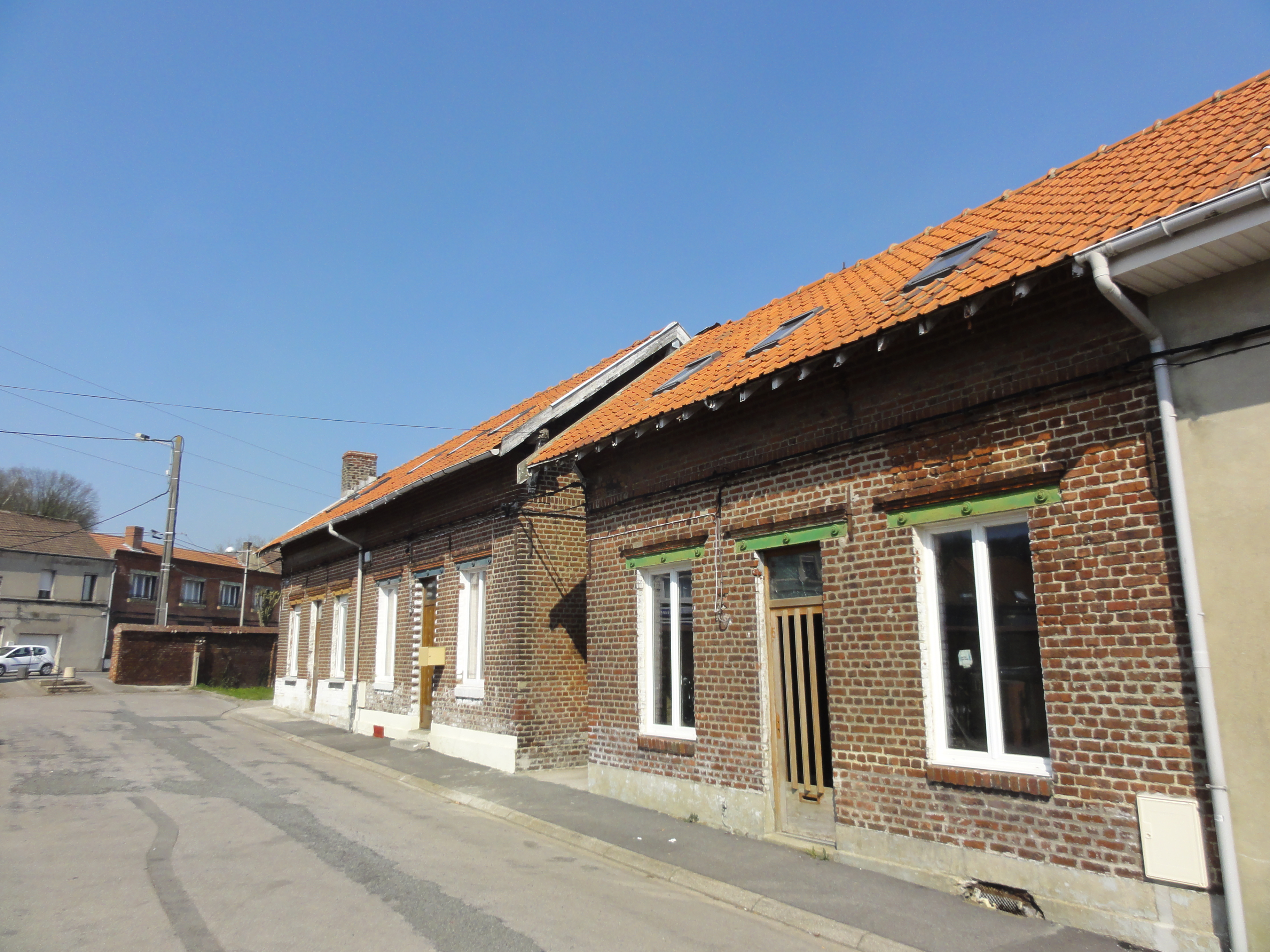
Des habitations groupées par deux.
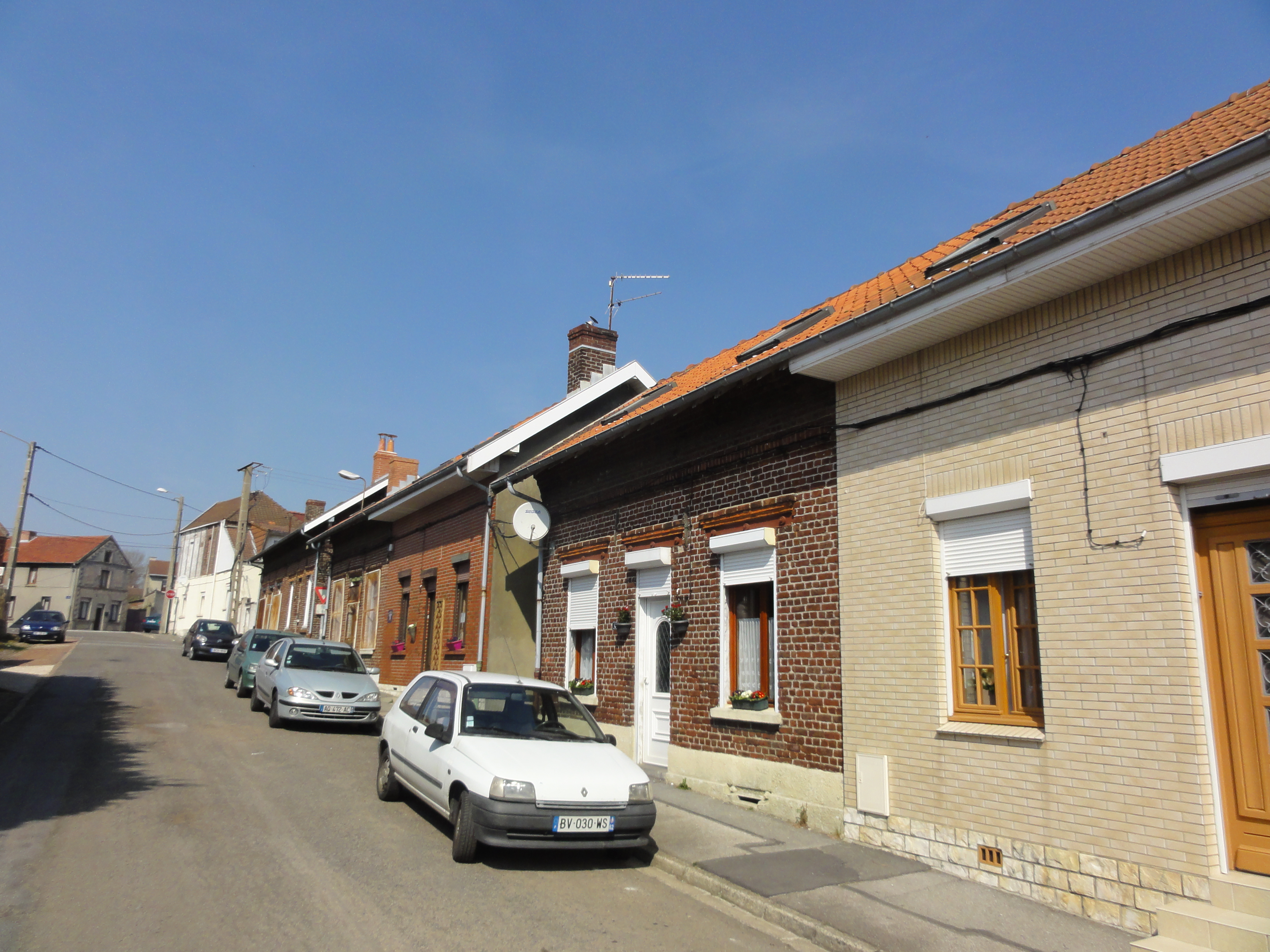
Des habitations groupées par deux.
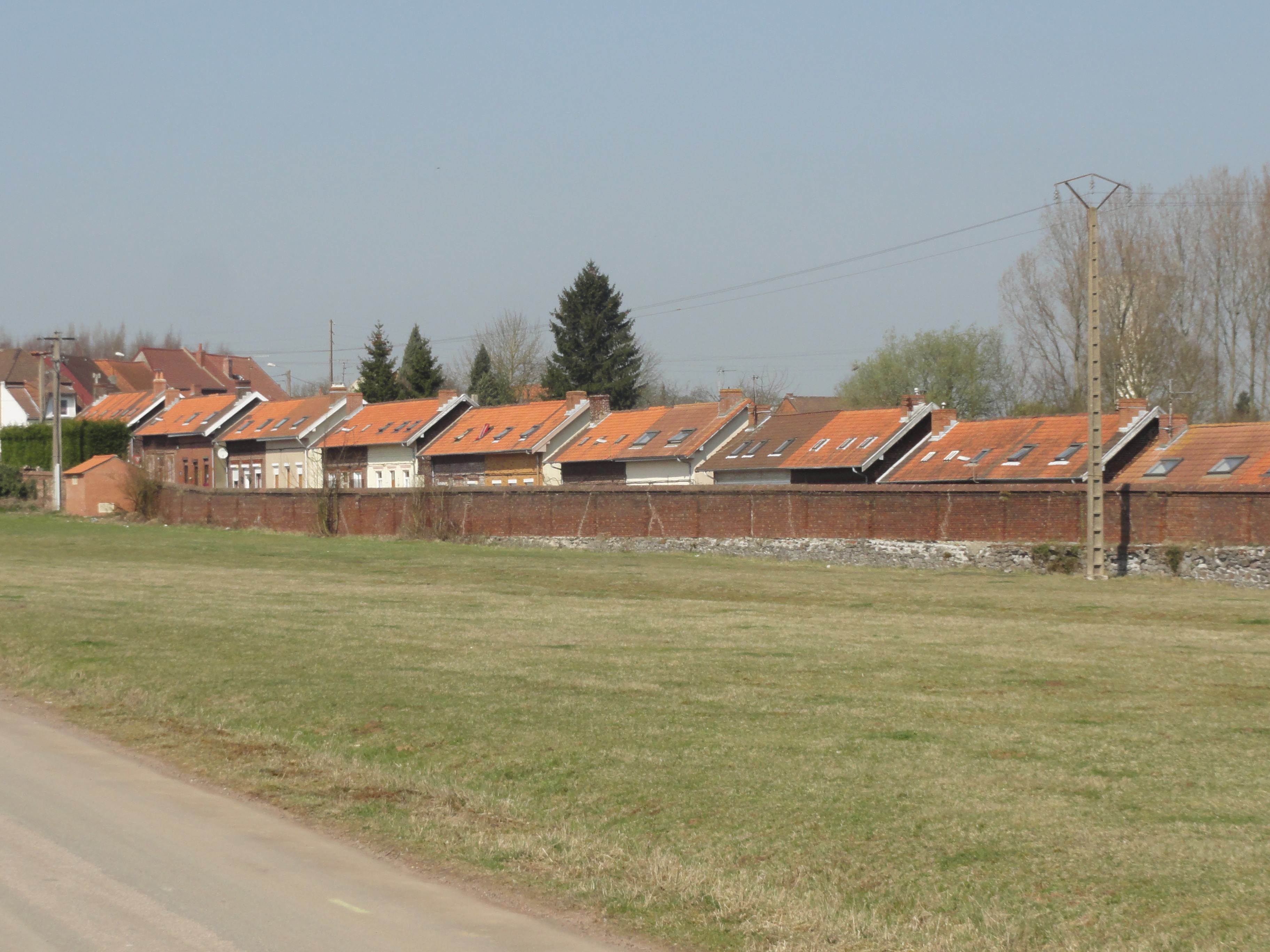
Une rue vue depuis le carreau de fosse.
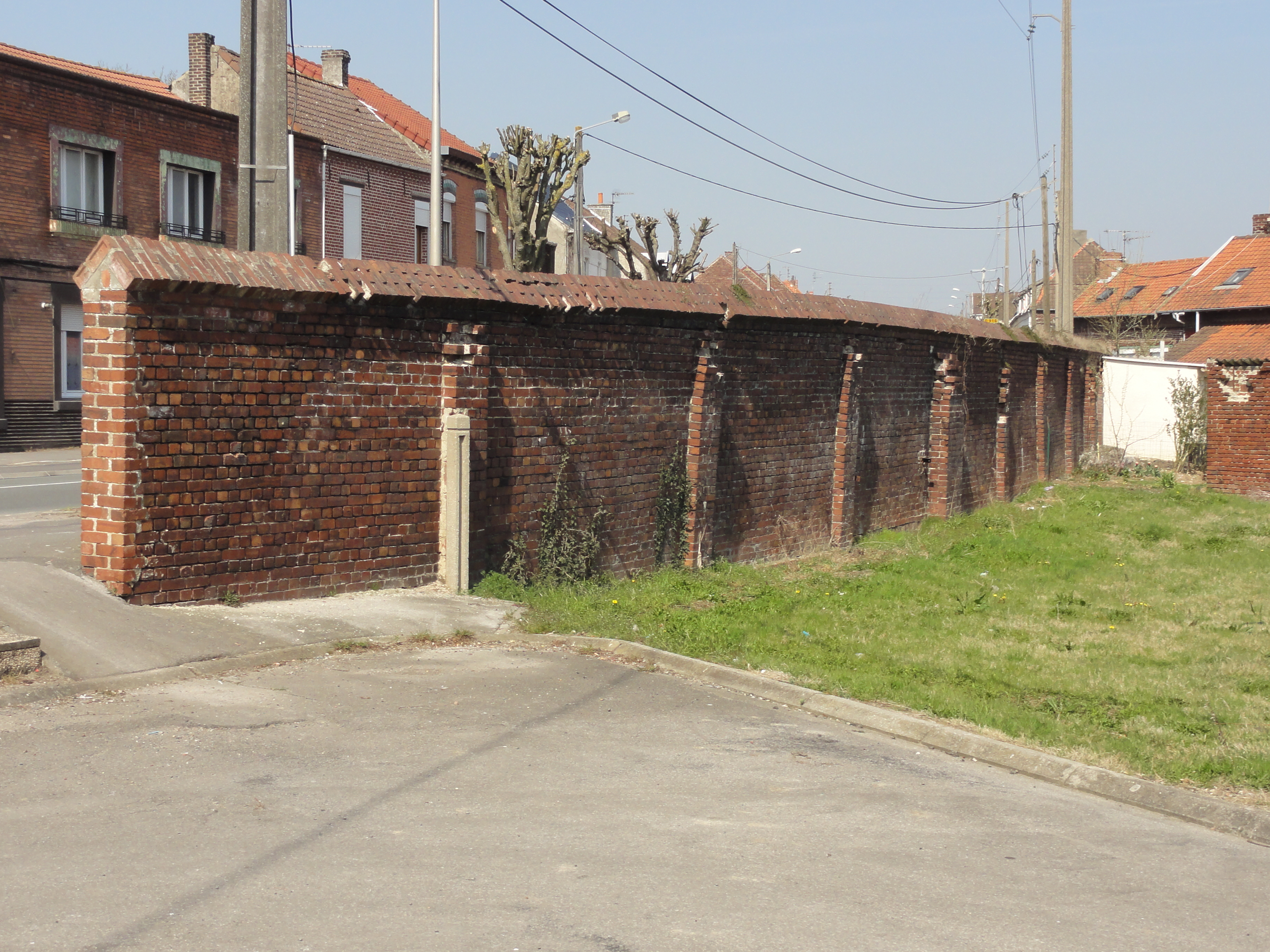
Un mur d'enceinte de la cité.
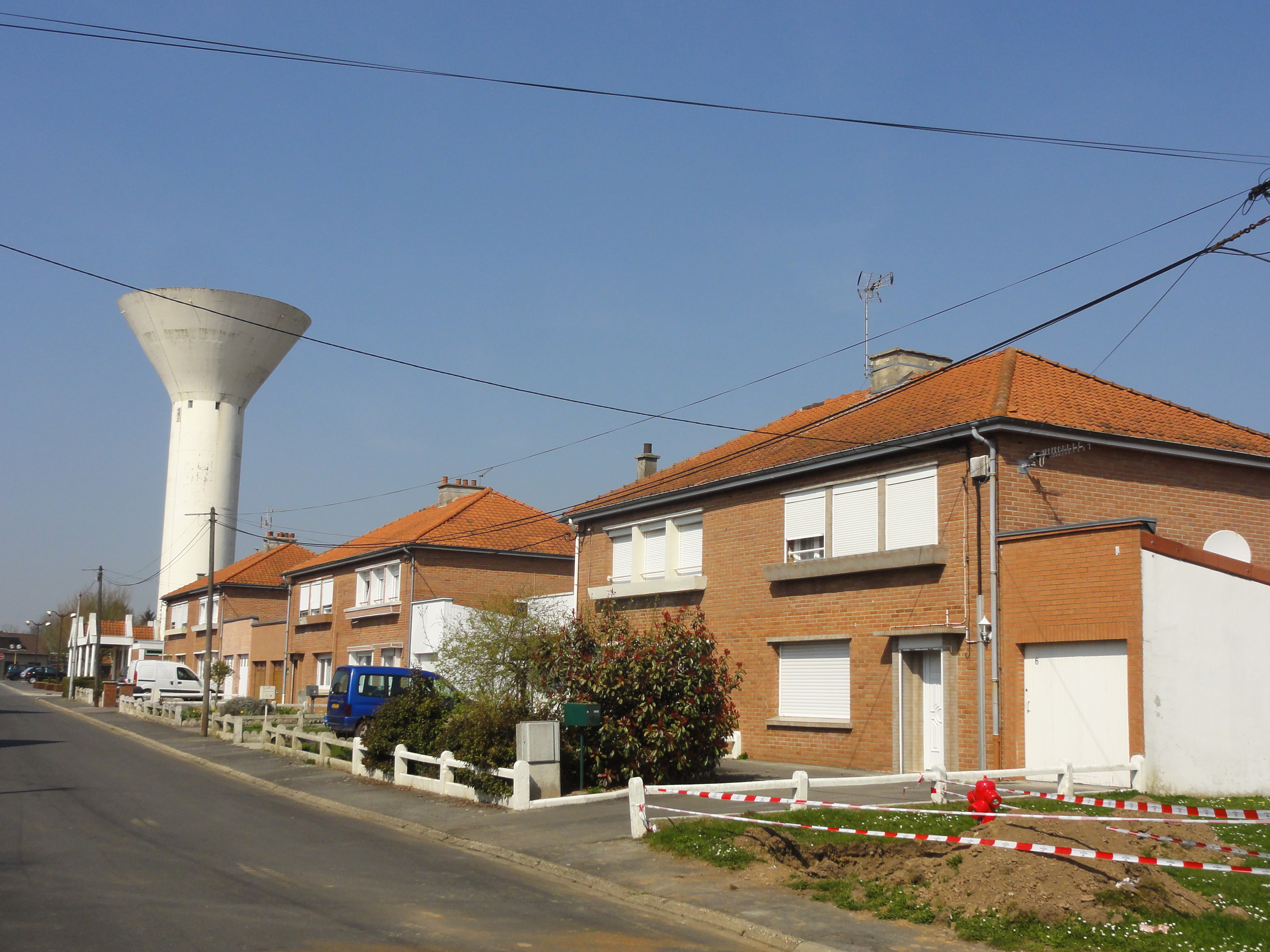
Des habitations post-Nationalisation.